# Alan Gibson
Pour les articles homonymes, voir Gibson.
Alan Gibson est un réalisateur canadien, né le 28 avril 1938 à London, en Ontario (Canada), et mort le 5 juillet 1987 à Londres (Royaume-Uni).

## Filmographie
- 1965 : 199 Park Lane (série TV)
- 1966 : A Separate Peace (TV)
- 1966 : Eh, Joe? (TV)
- 1968 : Journey to Midnight
- 1969 : The English Boy (TV)
- 1970 : Le Mannequin défiguré (Crescendo)
- 1970 : Goodbye Gemini
- 1971 : The Silver Collection (TV)
- 1972 : Dracula 73 (Dracula A.D. 1972)
- 1973 : Dracula vit toujours à Londres (The Satanic Rites of Dracula)
- 1974 : The Playboy of the Western World (TV)
- 1976 : Dangerous Knowledge (TV)
- 1977 : Checkered Flag or Crash
- 1979 : Churchill and the Generals (TV)
- 1980 : The Two Faces of Evil (TV)
- 1982 : Une femme nommée Golda (A Woman Called Golda) (TV)
- 1982 : Témoin à charge (Witness for the Prosecution) (TV)
- 1984 : Martin's Day
- 1984 : Helen Keller: The Miracle Continues (TV)
- 1987 : The Charmer (feuilleton TV)